# Cladiella brachyclados
Cladiella brachyclados is een zachte koraalsoort uit de familie Alcyoniidae. De koraalsoort komt uit het geslacht Cladiella. Cladiella brachyclados werd in 1834 voor het eerst wetenschappelijk beschreven door Ehrenberg. 